# U Saw
U Saw (ur. 1900, zm. 1948) – birmański polityk.
W 1938 założył Partię Patriotyczną, od 1939 do 1940 był ministrem lasów, a od 1940 do 1942 szefem autonomicznego rządu Birmy pod okupacją brytyjską. Za potajemne kontakty z Japończykami władze Wielkiej Brytanii internowały go na okres 1942–1945. Zorganizowawszy w 1947 zamach na Aung Sana i ministrów jego rządu, został skazany na śmierć i stracony.